# Liste der Erzbischöfe von Toulouse
Die folgenden Personen waren Bischöfe und Erzbischöfe von Toulouse (Frankreich):

## Bischöfe
- Hlg. Saturninus (250)
- Mamertinus (um 314)
- Rhodanus (356)
- Hlg. Hilarius (Hilaire, 358–360)
- Hlg. Silvius (Silve, 360–400)
- Hlg. Exuperius von Toulouse (Exupère, 405–411)
- Heraclius (um 506)
- Magnulf (um 585)
- Willigisile (614–626)
- Hlg. Erembert OSB (657/678)
- Hlg. Germier (um 694)
- Erik (785–788)
- Mantion (um 820)
- Samuel (um 844)
- Salomon (um 859)
- Helisachar (862–863)
- Bernhard (883–892)
- Armandus (904–922)
- Hugo I. (928–973)
- Atton (973–974)
- Isle (974–986)
- Raymond (987–1010)
- Hugo II. (1010–1031)
- Pierre Roger (1031–1032)
- Arnaud (1035–1056)
- Hlg. Durand de Bredons OSB (1059–1071)
- Isarn (de Lavaur) (1071–1105)
- Amiel Raymond (du Puy) (1105–1139)
- Raymond de Lautrec (1140–1163)
- Bernard Bonhomme OSA (1163–1164)
- Geraud de La Barthe (1164–1170)
- Hugo (d’Avignonet ?) OSA (1173–1175)
- Bertrand (de Villemur) OSB (1176–1179)
- Fulcrand (1179–1201)
- Raymond von Rabastens (1201–1205)
- Folquet de Marseille OCist (1206–1231)
- Raymond du Fauga OFP (1231–1270)
- Bertrand de l’Isle-Jourdain OSA (1270–1286)
- Hugues Mascaron OSA (1286–1296)
- Hlg. Ludwig von Toulouse OFM (1296–1297)
- Arnaud Roger de Comminges OSA (1297–1298)
- Pierre de La Chapelle-Taillefert OSA (1298–1305)
- Gaillard de Peyssac (1306–1317)

## Erzbischöfe
- Jean Raymond Kardinal de Comminges (1318–1327) (vorher Bischof von Maguelonne)
- Guillaume de Laudun (1327–1345)
- Raymond de Canillac (1346–1350)
- Etienne Aldobrandi (1350–1361)
- Geoffroi de Vayrols (1361–1376)
- Jean de Cardailhac (1379–1390)
- François Kardinal de Gonzie (1390–1391)
- Pierre de Saint Martial (1391–1401)
- Vital de Castelmourou (1401–1410)
- Dominique de Flourence (1410–1422)
- Denys du Moulin (1423–1439)
- Pierre du Moulin (1439–1451)
- Bernard du Rosier (1452–1475)
- Pierre de Lyon (1475–1491)
- Hector de Bourbon (1491–1502)
- Jean d’Orléans-Longueville (1503–1533), 1533 Kardinal
- Gabriel de Gramont, Kardinal (1533–1534)
- Odet Kardinal de Coligny (1534–1550)
- Antoine Kardinal Sanguin de Meudon (1551–1559)
- Robert (II.) Kardinal de Lénoncourt
- Georges d’Armagnac (1562–1583)
- Paul de Foix (1583–1584)
- François Kardinal de Joyeuse (1588–1614) (dann Erzbischof von Rouen)
- Louis Kardinal de Nogaret de Lavalette (1614–1628)
- Charles de Montchal (1628–1651)
- Pierre de Marca (1654–1662) (dann Erzbischof von Paris)
- Charles-François d’Anglure de Bourlemont (1664–1669)
- Pierre Kardinal de Bonzi (1672–1673)
- Joseph de Montpezat de Carbon (1675–1687)
- Jean-Baptiste-Michel Colbert de Villacerf (1687–1710)
- René-François de Beauveau de Rivau (1714–1721) (dann Erzbischof von Narbonne)
- Henri de Nesmond (1722–1727)
- Jean-Louis de Balbis-Berton de Crillon (1728–1740)
- Charles-Antoine de la Roche-Aymon (1740–1753) (dann Erzbischof von Narbonne)
- François de Crussol d’Uzès (1753–1758)
- Arthur-Richard Dillon (1758–1762) (dann Erzbischof von Narbonne)
- Étienne Charles de Loménie de Brienne (1763–1788) (dann Erzbischof von Sens)
- François de Fontanges (1788–1801) (davor Erzbischof von Bourges)
- Claude-François-Marie Primat (1802–1816)
- François de Bovet (1817–1820)
- Anne-Antoine-Jules Kardinal de Clermont-Tonnerre (1820–1830)
- Paul-Thérèse-David Kardinal d’Astros (1830–1851)
- Jean-Marie Mioland (1851–1859)
- Florian-Jules-Félix Kardinal Desprez (1859–1895)
- François-Désiré Kardinal Mathieu (1896–1899) (zuvor Bischof von Angers)
- Jean-Augustin Germain (1899–1928)
- Jules Kardinal Saliège (1928–1956)
- Gabriel-Marie Garrone (1956–1966) (dann Titularerzbischof von Turres in Numidia)
- Louis-Jean Kardinal Guyot (1966–1978)
- André Collini (1978–1996)
- Émile Marcus PSS (1996–2006)
- Robert Le Gall OSB (2006–2021)
- Guy de Kerimel (seit 2021)